# 北京锦鸡儿
北京锦鸡儿（学名：Caragana pekinensis）为豆科锦鸡儿属下的一个种。

## 扩展阅读
維基物種上的相關：北京锦鸡儿